# テリー・メルチャー
テリー・メルチャーとして知られる、テレンス・ポール・メルチャー（Terrence Paul Melcher、1942年2月8日 - 2004年11月19日、出生名:テレンス・ポール・ジョーダン、Terrence Paul Jorden）は、1960年代半ばから後半のカリフォルニア・サウンドとフォークロックのジャンルを形成するのに貢献したアメリカのレコード・プロデューサー、シンガー、ソングライターである。

## 概要
彼の最も有名な貢献は、ザ・バーズの1965年の2枚のアルバム『ミスター・タンブリン・マン』と『ターン・ターン・ターン』のプロデュースである。その他、「ポール・リヴィア&ザ・レイダーズ」、「ジェントル・ソウル」のヒット曲のほとんどのプロデュースを手掛けた。また、ブルース・ジョンストンとのコラボレーションや、チャールズ・マンソンのマンソン・ファミリーとの関係でも知られている。
メルチャーは、女優兼歌手のドリス・デイの一人息子であった。彼の生父はデイの最初の夫であるアル・ジョーデンであり、デイの3番目の夫であるマーティン・メルチャーの養子となり、メルチャー姓を名乗る様になった。彼の初期のレコーディングのほとんどは、ボーカル・サーフアクトのザ・リップ・コーズとブルース&テリーによるものであった。1960年代、メルチャーはビーチ・ボーイズと知り合い、その後1980年代と1990年代にグループのためにいくつかのシングルをプロデュースした。

## 背景
テレンス・ポール・ジョーデンはニューヨーク市で、歌手兼女優のドリス・デイと彼女の最初の夫でトロンボーン奏者のアル・ジョーデンの間に生まれた。「テリー」として知られる少年は、母親が子供の頃に好きだった漫画、「テリー・アンド・ザ・パイレーツ」の主人公にちなんで名付けられた。 
生前、デイはアル・ジョーデンの激しい気性と身体的虐待の疑いから離婚を計画していた。ジョーデンは妻の妊娠に対して、彼女に中絶を要求した。出産後まもなく、デイは離婚を申請し、乳児をオハイオ州の母親と一緒に残し、ビッグバンドのリーダーであるレス・ブラウンとのツアーに戻った。離婚後、ジョーデンは息子をめったに訪ねず、彼の人生には殆ど関わる事は無かった。
2番目の夫であるサックス奏者のジョージ・ワイドラーと離婚した後、デイはマーティン・メルチャーと結婚した。メルチャーはテリーを養子にし、姓を名乗らせた。ハイスクール1年生と2年生で、テリーはコネチカット州のルーミス・チャフィー・スクールに通い、その後カリフォルニアに戻り、ビバリー ヒルズ高校で3年生と4年生を過ごした。その後、彼はイリノイ州のプリンシピア・カレッジに短期間通いました。1968年にマーティン・メルチャーが亡くなった後、テリーは継父が彼を子供として虐待したと主張している間、マーティンが2,000万ドルを誤って管理または横領したことが発覚した。

## 初期のキャリア

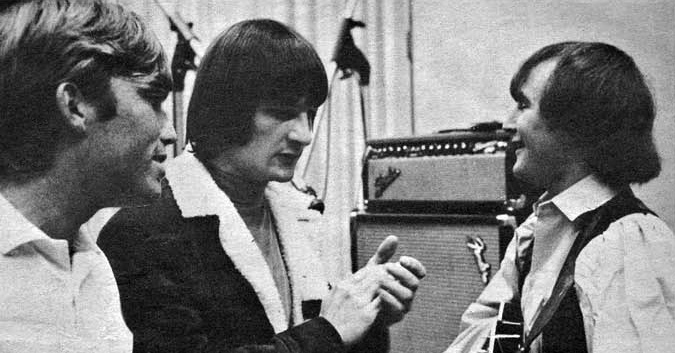
1965 年、バーズのジーン・クラーク(中央) とデヴィッド・クロスビーと一緒にスタジオにいるメルチャー (左)。

メルチャーは、1960年代のカリフォルニアのサーフ・ミュージックのサウンド形成に貢献したとされている。1960年代初頭、メルチャーとブルース・ジョンストンはボーカル・デュエットのブルース&テリーを結成した。このデュオは、「カスタム・マシーン」や「サマー・ミーンズ・ファン」などのヒットを飛ばした。メルチャーとジョンストンは別のグループ、ザ・リップ・コーズも結成し、「ヘイ・リトル・コブラ」でトップ10ヒットを記録した。その後、ジョンストンはビーチ・ボーイズに参加。
1960年代半ばまでに、メルチャーはコロムビア・レコードのスタッフに加わり、バーズとの仕事を続けた。彼は、ボブ・ディランの「ミスター・タンブリン・マン」とピート・シーガーの「ターン・ターン・ターン」のほか、アルバム『ミスター・タンブリン・マン』や『ターン・ターン・ターン』のプロデュースを行った。
バンドとそのマネージャーとの対立の後、メルチャーはプロデューサーとしてアレン・スタントン、次にゲイリー・アッシャーに取って代わられたが、彼はバーズと再び『イージー・ライダー』、『（タイトルのないアルバム）』『バードマニア』のアルバム制作に協力した。メルチャーは、ポール・リヴィア&ザ・レイダーズ、ウェイン・ニュートン、フランキー・レイン、ジミー・ボイド、パット・ブーン、グレン・キャンベル、マーク・リンゼイ、ママス&パパスとも仕事をした。彼は、タジ・マハールとライ・クーダーが率いるロサンゼルスのバンド、ザ・ライジング・サンズとの契約に尽力した。
メルチャーはビーチ・ボーイズのアルバム『ペット・サウンズ』に参加し、「ザッツ・ノット・ミー」と「神のみぞ知る」でタンバリンを演奏した。モントレー ポップ財団の理事であり、1967年にはモントレー・ポップ・フェスティバルのプロデューサーを務めた。

## マンソン・ファミリー
1968年、ザ・ビーチ・ボーイズのデニス・ウィルソンはメルチャーを元受刑者で音楽家志望のチャールズ・マンソンに紹介した。マンソンと彼のファミリーは、ウィルソンがヒッチハイクしているマンソンの家族パトリシア・クレンウィンケルとエラ・ジョー・ベイリーを拾った後、サンセット大通り14400番地にあるウィルソンの家に住んでいた。ウィルソンはマンソンの音楽に興味を示し、マンソンの2曲をビーチ・ボーイズとレコーディングした。しばらくの間、メルチャーはマンソンの音楽を録音することに興味を持っていたほか、マンソン一家とそのヒッピー・コミューンの存在についての映画を制作していた。マンソンは、メルチャーがガールフレンド、女優のキャンディス・バーゲン、ミュージシャンのマーク・リンジーと共有した家であるシエロ・ドライブ10050でメルチャーに会った。
マンソンは最終的にメルチャーのオーディションを受けたが、メルチャーは彼に署名することを拒否した。マンソンの音楽についてのドキュメンタリーが作られるという話はまだあったが、メルチャーはマンソンがスパーン牧場で酔ったスタントマンと喧嘩しているのを目撃した後、プロジェクトを断念した。ウィルソンとメルチャーはマンソンとの関係を断ち切り、マンソンを怒らせた。その後すぐに、メルチャーとベルゲンはシエロ・ドライブの家から引っ越した。家の所有者であるルディ・アルトベッリは、その後、映画監督のロマン・ポランスキーと彼の妻で女優のシャロン・テートに貸し出した。マンソンはメルチャーを求めて何度も家を訪れたと報告されたが、メルチャーは引っ越したと言われた。
1969年8月8日から9日にかけて、マンソンのファミリーのメンバーによるテート（当時妊娠8か月だった）、コーヒー相続人のアビゲイル・フォルジャー、美容師のジェイ・セブリング、作家のウォイチェフ・フリコウスキー、スティーブン・ペアレントがこの家で殺害された。一部の著者と法執行機関の職員シエロ・ドライブの家は、メルチャーの拒絶に対する復讐としてマンソンによって標的にされ、マンソンは彼とベルゲンが引っ越したことに気づいていなかったと理論付けている。しかし、家族の一員であるチャールズ・"テックス"・ワトソンは、マンソンと会社はメルチャーがもはやそこに住んでいないことを実際に知っていたと述べ、メルチャーの元ルームメイトであるマーク・リンゼイは、「テリーと私は後でそれについて話し、テリーは言った。マンソンまたは彼の組織の誰かがマリブのテリーのポーチにメモを残したので、マンソンは（テリーがいないと言う事を）知っていた。
当時、メルチャーはA&Mレコードで歌手のジミー・ボイドの音楽をプロデュースしていた。最初のトラックが録音された後、マンソンの殺人事件が発生し、伝えられるところによると、メルチャーは隔離され、セッションは完了しなかった。マンソンが逮捕されたとき、彼は信者を家に送り、メルチャーとベルゲンを殺したことが広く報じられました。マンソン・ファミリーの一員であるスーザン・アトキンスは、殺人への関与を認め、警察と大陪審の前で、この家が殺人の現場として選ばれたが、「成功しなかった」と発言した。メルチャーはボディガードを雇うようになり、マンソンの検察官であるヴィンセント・ブグリオシに、彼の恐怖は非常に大きく、精神科の治療を受けていたと語った。ブグリオシは「マンソンはあなたがもう [シエロ ドライブ] に住んでいないことを知っていた」と彼に保証したにもかかわらず、メルチャーは裁判で最も怯えた証人であると説明された。
2019年の著書『CHAOS: Charles Manson, the CIA, and the Secret History of the Sixties』で、トム・オニールはマンソン事件を再調査し、メルチャーが裁判で認めたよりもマンソン・ファミリーと密接に関わっていた可能性がある証拠を見つけた。オニールは、警察のファイルやその他のデータを精査したところ、テート・ラビアンカ殺人事件の後、4か月後にマンソンが逮捕される前に、メルチャーがマンソンと関係を持っていた証拠を発見した。ブグリオシによって隠されているように見えるこれらの文書は、マンソンの音楽を録音することを拒否したことへの報復として、テートの殺人がメルチャーを怖がらせることを意図していたという主張を弱体化させた。オニールはまた、メルチャーが15歳のマンソン一家のルース・アン・ムーアハウスとセックスをしていたことを示す文書を発見した。ルース・アンの父でマンソン・ファミリーの一員であるディーン・ムーアハウスも、メルチャーと一緒にシエロ・ドライブ10050番地に住んでいた。テックス・ワトソンは頻繁に邸宅を訪れていた。

## 後年
メルチャーは、 1969年11月にリリースされた8枚目のアルバム『イージー・ライダー』で再びバーズのプロデューサーを務めた。アルバムは、ビルボード・チャートで36位に達した。当時はさまざまな評価が存在したが、今日では、バンドのキャリア後半からのより強力なアルバムの1つと見なされている。

1970年代初頭、メルチャーはバーズの9枚目と10枚目のアルバム『（タイトルのないアルバム）』と『バードマニア』をプロデュースした。ただし、『バードマニア』は不評だった。バンドメンバー、ジーン・パーソンズは、バンドの知らないうちに行われたホーンとストリングスのオーバーダブのため、アルバムを「メルチャーズフォリー」と呼んだ。この間、メルチャーは不動産に手を出し、母親のCBSシリーズ、「ドリス・デイ・ショー」のエグゼクティブ・プロデューサーを務めた。その後、『テリー・メルチャー』と『ロイヤル・フラッシュ』の2枚のソロ・アルバムをレコーディングした。『クリストガウのレコード・ガイド: 70年代のロック・アルバム』（1981年）で前者について書いたロバート・クリストガウは、次のように述べている。
多くの人はこのプロデューサーの白昼夢を不毛なもの、悪く言えば有害なものと感じるだろうが、私は彼の精神科医についての歌が好きだし、マンソンとの関係を守ろうとする彼の強迫観念に魅了されている。富とセンスを見せつけながら、彼は自分はただの観客に過ぎないと主張する - なぜなら、『ソウル・トレイン』がなかったら、彼はハンド・ジャイヴすら知らなかっただろうから。別名タイトル:It's Alright Ma, I'm Only Watching。
1985年、メルチャーはケーブル・ショー「Doris Day's Best Friends」を共同制作し、Doris Day Animal Foundationのディレクターおよび副社長を務めた。彼と彼の母親は、生涯を通じて親密な関係を保ち、カリフォルニア州カーメル・バイ・ザ・シーにある小さなホテル、サイプレス・インを共同所有していた。
1988年、メルチャーはジョン・フィリップス、スコット・マッケンジー、マイク・ラヴと共作した曲「ココモ」でゴールデン・グローブ賞にノミネートされた。ビーチ・ボーイズによってレコーディングされたこの曲は、1988年公開のトム・クルーズ主演映画『カクテル』で取り上げられ、ビルボード・ホット100で1位 (バンドのキャリア全体で4番目) を記録した。シングルはゴールド認定を受け、米国での売り上げは100万枚を超えた。メルチャーはバンドの1992年のアルバム『サマー・イン・パラダイス』をプロデュースした。

## 死
2004年11月19日、メルチャーはメラノーマとの長い闘病の末、自宅で亡くなった。

## ディスコグラフィー
| 活動                                       | リリース                                                                       | カタログ             | 年     | ノート ＃     |
| ------------------------------------------ | ------------------------------------------------------------------------------ | -------------------- | ------ | ------------- |
| テリー・デイ                               | "That's All I Want" / "I Waited Too Long"                                      | コロンビア4-42427    | 1962年 |               |
| テリー・デイ                               | 「ビー・ア・ソルジャー」/「アイ・ラヴ・ユー、ベティ」                          | コロンバ 4-42678     | 1963年 | [ 22 ] [ 23 ] |
| テリー・メルチャー &ブルース・ジョンストン | 「テイク・イット・トゥ・メキシコ（タルサ・カウンティ・ブルー）」／「レベッカ」 | RCAビクターNB-10238  | 1975年 | [ 24 ]        |
| テリー・メルチャー                         | 「ファイア・イン・ア・レインストーム」/「ソー・ライト・トゥナイト」            | RCAビクター NB-10587 | 1976年 | [ 23 ]        |